# 인슐린 유사체
인슐린 유사체(영어: insulin analog 또는 insulin analogue)는 호르몬인 인슐린을 변형하여 자연에 존재하는 인슐린의 형태와 다른 형태를 가지나, 여전히 인체에서 사람의 인슐린과 똑같이 작용하여 혈당 수치를 조절할 수 있는 모든 종류의 인슐린 제제를 말한다. DNA의 유전공학을 통해 인슐린의 아미노산 서열을 바꾸어 약동학적 특성(ADME, 즉 흡수, 분포, 대사, 배설)을 변화시킬 수 있다. 공식적으로 미국 식품의약국(FDA)에서는 인슐린 유사체를 인슐린 수용체 리간드(insulin receptor ligands)라고 지칭한다. 이는 인슐린 자체와 똑같이 인슐린 유사체가 인슐린 수용체에 대한 리간드로 작용하기 때문이다.
인슐린을 변형하는 이유는 두 가지 종류의 인슐린 유사체를 만들기 위해서이다. 첫째는 식후 인슐린(prandial insulin)으로, 피하 주사로 투여되는 자연적인 인슐린보다 주사 부위에서 더 쉽게 흡수되어 더 빨리 작용하는 종류이다. 식후 인슐린의 개발 의도는 식후 필요한 인슐린의 일시주사 농도에 더 빠르게 도달하여, 식후 혈당 조절을 용이하게 하기 위해서이다. 둘째는 기저 인슐린(basal insulin)으로, 8~24시간 정도로 보다 느리게 방출되어 하루 종일, 특히 밤 시간 동안에 일정 농도의 인슐린을 공급하기 위해서 사용한다. 최초의 인슐린 유사체는 인슐린 리스프로 rDNA로, 일라이 릴리 앤드 컴퍼니에서 제조하였으며 1996년 사람의 치료에 승인을 받았다.

## 속효성

### 리스프로
일라이 릴리 앤드 컴퍼니는 최초의 속효성 인슐린 유사체인 휴마로그(Humalog, 인슐린 리스프로 rDNA)를 개발하고 시판하였다. 재조합 DNA 기술을 통해 제작된 휴마로그는 인슐린 B사슬의 C-말단에 위치한 라이신과 프롤린 잔기의 위치가 바뀌어 있다. 이러한 구조의 변화로 인해 인슐린 수용체에 대한 결합은 변하지 않으나 인슐린 이량체와 육량체의 형성이 차단된다. 그 결과 식후 주사 시에 더 많은 양의 인슐린 단량체가 작용할 수 있게 된다.

### 아스파트
노보 노디스크에서는 또 다른 속효성 인슐린 유사체인 아스파트를 개발하여 노보로그/노보라피드(NovoLog/NovoRapid)라는 상품명으로 시판하였다. 아스파트는 재조합 DNA 기술을 통해 원래 프롤린인 아미노산 B28을 아스파르트산 잔기로 대체하여 만들어졌다. 유전자 서열은 효모의 유전체에 삽입되어 효모가 인슐린 유사체를 발현하도록 한 뒤, 생물반응기를 통해 만들어진 인슐린 유사체를 추출하여 제조된다. 아스파트는 육량체의 형성을 막아 인슐린이 더 빠르게 작용할 수 있게 한다. CSII(지속적 피하 인슐린 주입) 펌프, 플렉스펜, 노보펜 등으로 피하 주사하도록 승인되어 있다.

### 글루리신
글루리신은 사노피에서 개발한 속효성 인슐린 유사체로, 일반 주사기로 인슐린 펌프와 사용하도록 승인되어 있다. 피하 주사와 정맥 주입 요법이 모두 가능하다. 상품명은 애피드라(Apidra)이다. FDA는 글루리신이 사람의 자연적인 인슐린과 비교했을 때 속효성이며 작용 시간이 짧다.

## 지속성

### 데테미르
노보 노디스크는 기저 인슐린 농도를 유지할 수 있는 지속성 인슐린 유사체인 데테미르를 개발하여 상품명 레베미르(Levemir)로 판매하기 시작했다. 기저 인슐린 농도는 20시간까지 유지될 수 있으나, 그 유지 시간은 주사 용량에 영향을 받는다. 데테미르는 혈청 알부민에 대한 친화성이 높아 작용 시간이 길다.

### 데글루덱
데글루덱은 노보 노디스크에서 개발한 초지속형 인슐린 유사체로 트레시바(Tresiva)라는 상품명으로 시판되고 있다. 하루에 한 번 투여하며 작용 시간은 40시간으로, 지속형 인슐린 유사체인 글라진이나 데테미르의 작용 시간인 18~26시간보다 길다.

### 글라진
사노피는 지속형 인슐린 유사체인 글라진을 개발하여 란투스(Lantus)라는 상품명으로 판매하였다. 글라진은 자연의 인슐린과 비교하였을 때 세 개의 아미노산이 바뀌었다. 먼저 B사슬의 C 말단에 양전하를 띤 두 개의 아르기닌 분자가 첨가되었으며, 이로 인해 등전점이 5.4에서 6.7로 변하면서 글라진이 더 산성의 pH에서 녹게 되고, 따라서 생리학적 pH에서는 덜 녹게 변하였다. 또한 A사슬의 21번 잔기인, 산에 민감한 아스파라긴이 글라이신으로 바뀌면서 아르기닌 잔기의 탈아민화와 이량체화가 일어나지 않게 변했다. 이러한 세 아미노산의 변화로 인해 생합성된 사람의 인슐린에 비해 작용 시간이 길어진다. pH 4.0의 용액을 주입하면 대부분의 물질은 침전되어 생체 내에서 이용할 수 없게 된다. 소량은 즉시 사용 가능하며 남은 양은 피하 조직에 격리된다. 글라진을 사용하면 침전된 소량의 물질이 혈류에서 용액으로 이동하면서 기저 인슐린 농도가 24시간까지 유지된다. 피하 인슐린 글라진이 작용하는 데에 걸리는 시간은 NPH 사람 인슐린보다 다소 느리다. 제제에는 아연이 없으므로 용액은 투명하다. 바이오시밀러인 셈글리(Semglee, insulin glargine-yfgn)는 2021년 7월에 미국에서 의학적 사용 목적으로 승인되었으며, 유럽 연합에서는 2018년 3월에 사용 승인되었다.